# Savage Tales
Savage Tales foi o título de três séries de quadrinhos para adultos norte-americanos. Duas séries em preto e branco publicadas pela Marvel Comics (a primeira iniciou sua publicação em maio de 1971 e a segunda foi publicada entre outubro de 1973 e julho de 1975), assim como uma série colorida publicada pela Dynamite Entertainment (2007).